# AFI 100 de ani
AFI 100 de ani (engleză:AFI's 100 Years… series) este o serie de emisiuni speciale de televiziune prezentate pe CBS prin care Institutul American de Film (AFI) celebrează 100 de ani de filme americane bune.
Aceste emisiuni sunt:
- 1998: 100 de ani...100 de filme (AFI's 100 Years...100 Movies)
- 1999: AFI's 100 Years...100 Stars
- 2000: AFI's 100 Years...100 Laughs
- 2001: AFI's 100 Years...100 Thrills
- 2002: AFI's 100 Years...100 Passions
- 2003: AFI's 100 Years...100 Heroes and Villains
- 2004: AFI's 100 Years...100 Songs
- 2005: AFI's 100 Years...100 Movie Quotes
- 2005: AFI's 100 Years of Film Scores (eveniment special la Hollywood Bowl; n-a fost transmis de nicio televiziune)
- 2006: AFI's 100 Years...100 Cheers
- 2006: AFI's Greatest Movie Musicals (eveniment special la Hollywood Bowl; n-a fost transmis de nicio televiziune)
- 2007: AFI's 100 Years...100 Movies (10th Anniversary Edition)
- 2008: AFI 10 top 10 (AFI's 10 Top 10)

## Vezi și
- Listă de filme considerate cele mai bune